# Gant-Wevelgem 2008
La Gant-Wevelgem 2008 fou la 70a edició de la cursa ciclista Gant-Wevelgem. Es va disputar el 9 d'abril de 2008 amb una distància de 209 km. Aquesta era la quarta cursa de l'UCI ProTour 2008.
El vencedor final de la cursa fou l'espanyol Óscar Freire (Rabobank ProTeam), que s'imposà a l'esprint en un nombrós grup, en què el suís Aurélien Clerc ( Bouygues Télécom) fou segon i el belga Wouter Weylandt (Quick Step) tercer.

## Recorregut
El recorregut d'aquesta edició té 209 quilòmetres. Des de Deinze el recorregut es dirigeix cap a l'oest, gairebé fins a la frontera amb França, fins poc després de Veurne, on el recorregut gira cap al sud, fins a trobar els monts de Flandes, on s'hauran de superar dues vegades les cotes del Monteberg i Kemmelberg. Els darrers 39 quilòmetres són plans fins a Wevelgem.

## Equips participants
| Núm.    | Codi | Equip                            |
| ------- | ---- | -------------------------------- |
| 1-8     | ALM  | AG2R La Mondiale                 |
| 11-18   | AST  | Astana                           |
| 21-28   | BTL  | Bouygues Télécom                 |
| 31-38   | GCE  | Caisse d'Epargne                 |
| 41-48   | COF  | Cofidis, le Crédit par Téléphone |
| 51-58   | C.A  | Crédit Agricole                  |
| 61-68   | EUS  | Euskaltel-Euskadi                |
| 71-78   | FDJ  | Française des Jeux               |
| 81-88   | GST  | Team Gerolsteiner                |
| 91-98   | LIQ  | Liquigas                         |
| 101-108 | QST  | Quick Step                       |
| 111-118 | RAB  | Rabobank                         |
| 121-128 | SDV  | Saunier Duval-Scott              |

| Núm.    | Codi | Equip                        |
| ------- | ---- | ---------------------------- |
| 131-138 | SIL  | Silence-Lotto                |
| 141-148 | CSC  | Team CSC-Saxo Bank           |
| 151-158 | THR  | Team High Road               |
| 161-168 | LAM  | Lampre                       |
| 171-178 | MRM  | Team Milram                  |
| 181-188 | ASA  | Acqua & Sapone-Caffè Mokambo |
| 191-198 | BAR  | Barloworld                   |
| 201-208 | COS  | Cycle Collstrop              |
| 211-218 | LAN  | Landbouwkrediet-Tönissteiner |
| 221-228 | MIT  | Mitsubishi-Jartazi           |
| 231-238 | SKS  | Skil-Shimano                 |
| 241-248 | TSV  | Topsport Vlaanderen          |

## Classificació final
|     | Ciclista           | Equip               | Temps     | UCI ProTour 2008 Punts |
| --- | ------------------ | ------------------- | --------- | ---------------------- |
| 1.  | Óscar Freire       | Rabobank            | 5h 01'35" | 40                     |
| 2.  | Aurélien Clerc     | Bouygues Télécom    | m. t.     | 30                     |
| 3.  | Wouter Weylandt    | Quick Step          | m. t.     | 25                     |
| 4.  | Erik Zabel         | Team Milram         | m. t.     | 20                     |
| 5.  | Kenny de Haes      | Topsport Vlaanderen | m. t.     | s.p.                   |
| 6.  | Luca Paolini       | Acqua & Sapone      | m. t.     | s.p.                   |
| 7.  | José Joaquín Rojas | Caisse d'Epargne    | m. t.     | 7                      |
| 8.  | Stuart O'Grady     | Team CSC            | m. t.     | 5                      |
| 9.  | Heinrich Haussler  | Team Gerolsteiner   | m. t.     | 3                      |
| 10. | Roger Hammond      | Team High Road      | m. t.     | 1                      |

## Classificació de l'UCI ProTour 2008
| Posició | Ciclista           | Equip              | Punts |
| ------- | ------------------ | ------------------ | ----- |
| 1       | André Greipel      | Team High Road     | 62    |
| 2       | Stijn Devolder     | Quick Step         | 50    |
| 3       | José Joaquín Rojas | Caisse d'Epargne   | 45    |
| 4       | Óscar Freire       | Rabobank           | 40    |
| 5       | Nick Nuyens        | Cofidis            | 40    |
| 6       | Joan Antoni Flecha | Rabobank           | 35    |
| 7       | Aurélien Clerc     | Bouygues Télécom   | 30    |
| 8       | Alessandro Ballan  | Lampre             | 30    |
| 9       | Mickael Delage     | Française des Jeux | 30    |
| 10      | Wouter Weylandt    | Quick Step         | 25    |